# MIAT 몽골 항공
MIAT 몽골 항공(몽골어: Монголын Иргэний Агаарын Тээвэр, 영어: MIAT Monglian Airlines)은 몽골의 항공사로, 허브 공항으로는 신 울란바토르 국제공항이 있다.

## 역사
1956년에 설립되어 같은 해 7월 7일 울란바토르 ~ 이르쿠츠크 노선에 최초로 취항했다. 이 때 베이징, 모스크바 국제선 노선도 열렸다. 1960년대와 1970년대에 안토노프 An-24와 안토노프 An-26 모델을 운항했다. 1992년 중국 하얼빈의 Y-12기를 도입했고 1992년과 1994년 대한민국의 대한항공으로부터 보잉 727-200 항공기를 도입했다. 1998년 에어버스 A310을 도입했고 2003년 보잉 737-800 항공기를 도입하여 보잉 727-200 항공기는 퇴역했다. 2003년부터 2008년까지 안토노프 An-24와 안토노프 An-26도 노후 기종으로 분류되어 운항 노선에서 차츰 제외되어 현재는 전량 퇴역 되었다. 2008년 4월 CIT 에어로 스페이스부터 두 번째 보잉 737-800 항공기를 임차하였다. 같은 해 7월 국내선 노선에서 완전히 철수했다가 이듬해 6월 보잉 737-800 기종으로 국내선에 다시 취항했다. 2009년 홍콩, 중국 하이난에 국제선에 취항했다. 2010년 6월 직원들의 파업으로 항공기 운항이 한동안 중단됐다. 당시 파업 참가자 대부분이 해고되고 항공사 대표도 교체되었다. 현재 러시아의 아에로플로트, 대한민국의 대한항공과 업무 제휴를 맺고 있다.

## 운항 노선
- 2012년 1월 MIAT 몽골 항공은 다음과 같은 노선을 운항하고 있다.

### 코드쉐어 협정
- MIAT 몽골 항공은 다음과 같은 항공사와 코드쉐어 협정을 하고 있으며 주로 스타얼라이언스 회원과 코드쉐어 협정을 하고 있다.

- 대한항공 (스카이팀)[1]
- 아에로플로트 (스카이팀)[2]
- 일본항공 (원월드)[3]
- 캐세이퍼시픽 항공 (원월드)[4]

## 보유 기종
- 2021년 12월 기준으로 MIAT 몽골 항공은 다음과 같은 기종을 보유하고 있으며 평균 기령은 11.3년이다.[5][6]

### 퇴역 기종
- 에어버스 A310-300
- 에어버스 A330-300
- 안토노프 An-2
- 안토노프 An-24
- 안토노프 An-26
- 안토노프 An-30
- 보잉 727-200
- 보잉 737-500
- 보잉 737-700[10]
- 하얼빈 Y-12
- 일류신 Il-14
- 카모브 Ka-26
- 밀 Mi-4
- 밀 Mi-8
- 폴리카포브 Po-2
- 투폴레프 Tu-154
- 야코블레프 Yak-12

## 같이 보기
- 몽골의 교통

## 사진

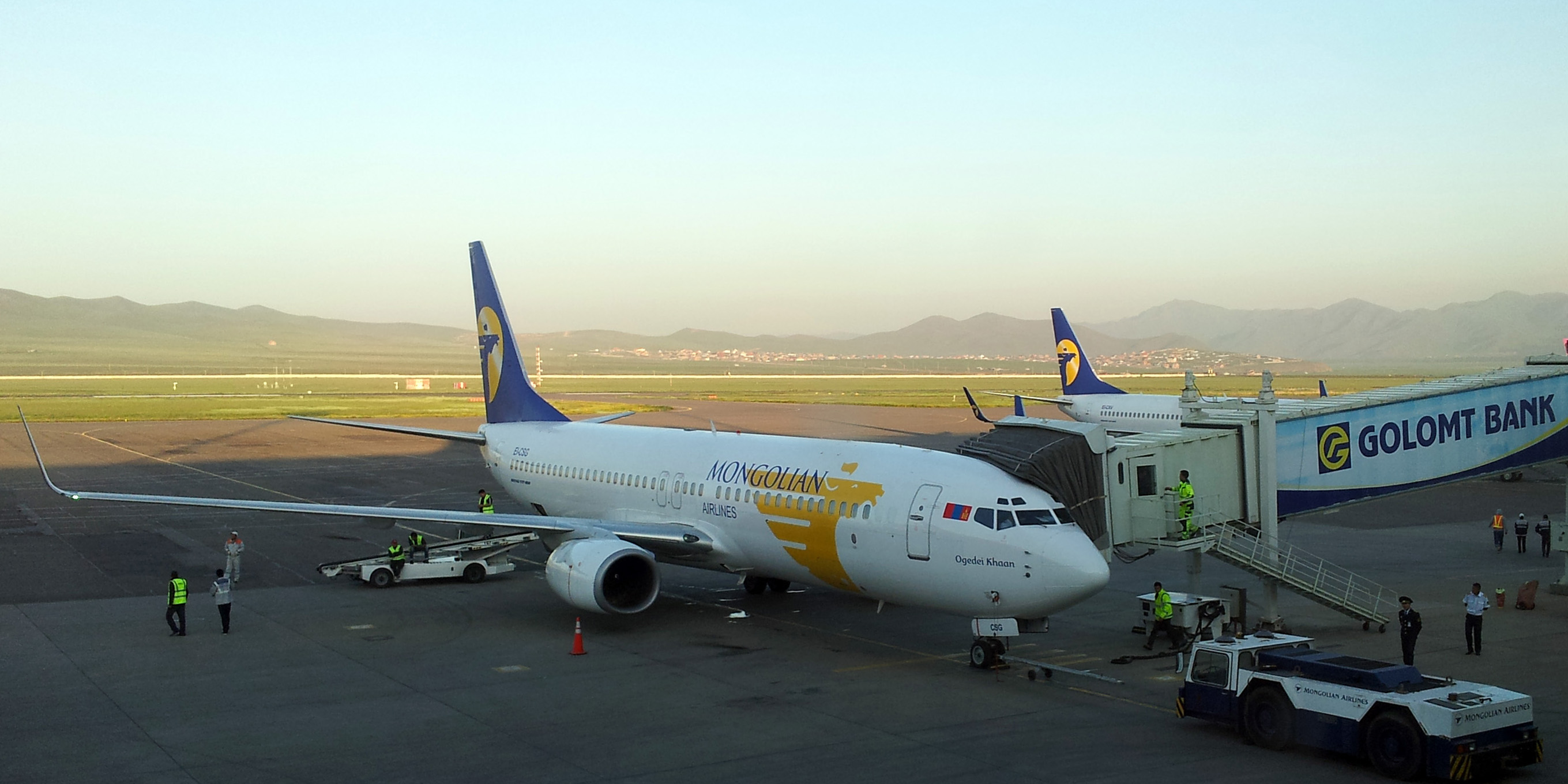
MIAT 몽골 항공의 보잉 737-800
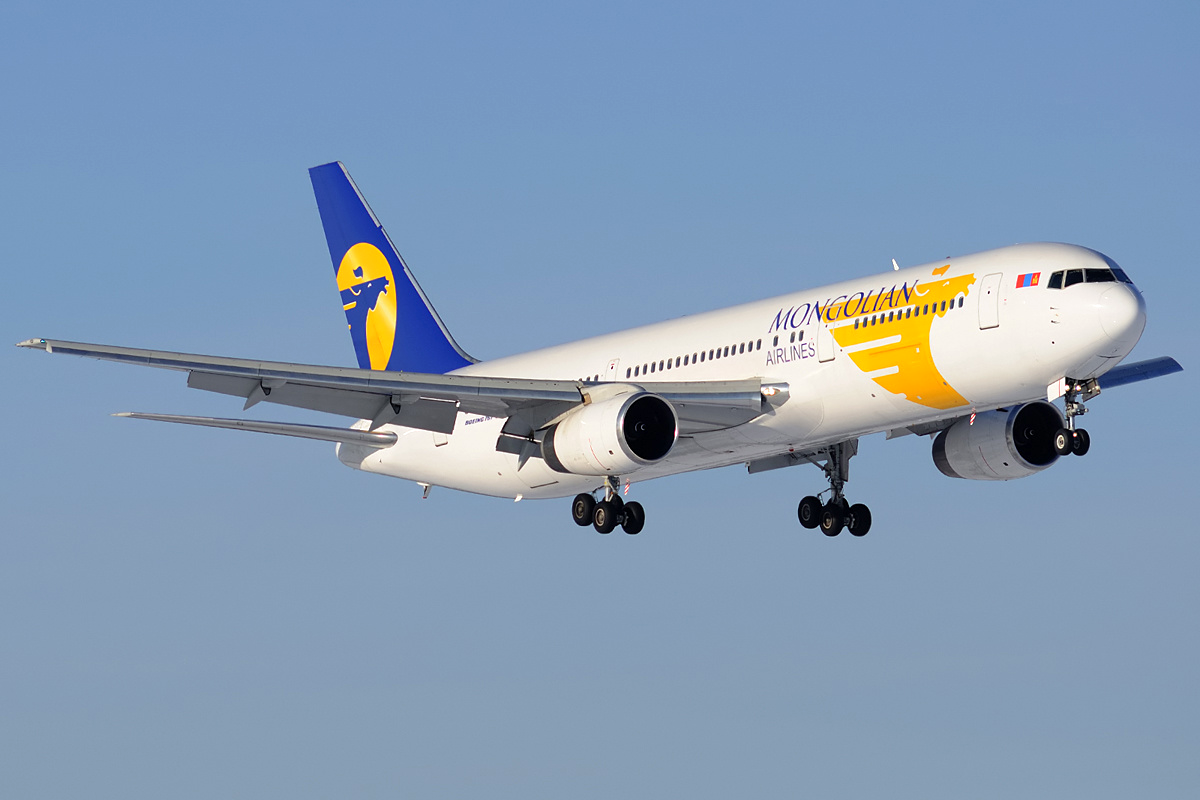
MIAT 몽골 항공의 보잉 767-300ER